# Британський мандат у Палестині
Британський мандат у Палестині (також відомий як Палестинський мандат; англ. Mandate for Palestine) — юридичний документ (мандат) Ліги Націй, виданий Сполученому Королівству на тимчасове управління територіями Близького Сходу, що до Першої світової війни входили до Османської Імперії. До складу британського мандата увійшли вілаєти: Наблус, Акр, південь вілаєта Сирія, південь вілаєта Бейрут, і область Єрусалиму (до Мудросського перемир'я).

## Історія
Проект мандата на Палестину був офіційно затверджений Радою Ліги Націй 24 липня 1922 року, а потім доповнений трансйорданським меморандумом від 16 вересня 1922 року; набув чинності 29 вересня 1923 року, після ратифікації Лозаннського мирного договору. Дія мандата завершилася опівночі 14 травня 1948.

## Юридична основа
Документ був заснований на принципах, закріплених у статті 22 статуту Ліги Націй і Резолюції Сан-Ремо від 25 квітня 1920 року, укладеної союзними державами після Першої світової війни. Мандатна система Ліги Націй була призначена для управління територіями на Близькому Сході, які входили до Османської імперії починаючи з XVI століття, «до тих пір, коли вони будуть здатні жити самостійно» (англ. until such time as they are able to stand alone).. Приблизний кордон з територіями, підмандатними Франції, був визначений угодою Політ — Ньюка від 23 грудня 1920 року.

## Трансйорданія
Після битви під Мейсалуною в липні 1920 року Трансйорданія була нічийною територією. Британія воліла уникати з'єднання Трансйорданії з Палестиною до наради в Каїрі в березні 1921 року, де було вирішено, що цією територією буде управляти Абдалла бін Хусейн в рамках Палестинського мандата. Трансйорданський меморандум скасував право євреїв створювати поселення на території на схід від р. Йордан. Для реалізації положень Меморандуму було створено «трансйорданське управління» під загальним керівництвом Сполученого Королівства. Відповідно до угоди від 20 лютого 1928 року Трансйорданія отримала значну автономію і пізніше стала повністю незалежною за договором з Великою Британією від 22 березня 1946 року.

## Завершення
29 листопада 1947, незадовго до закінчення терміну дії мандата (14 травня 1948 року) Генеральна Асамблея ООН прийняла резолюцію № 181, що визначила подальше управління в Палестині. Резолюція передбачала створення в Палестині двох держав — арабського і єврейського; місто Єрусалим залишалося в довірчому управлінні ООН [9]. В останній день дії мандата палестинські євреї оголосили про створення незалежної держави Ізраїль. Почалася арабо-ізраїльська війна. В її результаті арабську державу в Палестині створено не було.